# Хришћанство и хомосексуалност
Кроз хришћанску историју, хомосексуални акти су у цркви сматрани гријехом. Хомосексуалне акте осуђује Католичка, Православна, Доефеске, Древноисточне и Протестантске цркве (укључујући Цркву адвентиста седмог дана, већину Баптистичких, Методостичких и Пентекосталних цркава). Православно богословље посматра истополну сексуалну привлачност као манифестацију посљедица оштећења људске природе првородним гријехом.
У 20. вијеку дошло је до значајних друштвених и научних промјена. У многим земљама друштво је постало секуларно. У науци је почео да се учвршћује став да је хомосексуалност један од облика сексуалне оријентације, коју човјек не може да промијени. Један број протестантских цркава (углавном на Западу) почео је да сматра хомосексуалне односе нормом и да тумачи библијске текстове о томе у историјско-културном контексту.

## Терминологија
У Рјечнику српског језика у издању Матице српске, „хомосексуалност” и „хомосексуализам” се наводе као синоними, „особина онога који је хомосексуалан, полна наклоност према особама истог пола.”
У бројним савременим ауторским изворима на руском језику, термини „хомосексуалност” и „хомосексуализам” сматрају се аналозима који означавају „сексуалну оријентацију, која се манифестује у еротској привлачности углавном или искључиво према особама сопственог пола.” У Рјечнику Ожегова термин „хомосексуализам” је дефинисан као „полна привлачност према особама истог пола.” У другим изворима овај термин се дефинише као „полна привлачност појединца према особи истог пола и сексуални односи међу њима.” Овај термин и концепт увео је у њемачки језик крајем 19. вијека угарски љекар Карл Марија Кертбењ.

Хришћански аутори праве јасну разлику између хомосексуалне оријентације, која подразумијева присуство хомосексуалне привлачности, и хомосексуалног понашања. Према Православној енциклопедији, „хомосексуализам” је хомосексуална пракса, док термин „хомосексуалност” аутори енциклопедије повезују са хомосексуалним жељама, које сматрају изопаченим. Без употребе термина „сексуална оријентација”, Православна енциклопедија објашњава разлику између сексуалног пошанања и сексуалних жеља на сљедећи начин:
Сматра се да је потребно разликовати хомосексуалност од хомосексуализма — изопачену полну привлачност човјека углавном према особама истог пола (полна привлачност према особама супротног пола назива се хетеросексуалност, према особама истог пола — бисексуалност), — будући да хомосексуалност може остати под контролом појединца и да се не реализује у пракси, иако, по правилу, хомосексуалност подразумјева и одговарајуће сексуално понашање. Заузврат, хомосексуалност није увијек пољедица хомосексуализма.
 Православна енциклопедија сматра аналогом термина „хомосексуализам” у вези са хомосексуалним понашањем, историјски црквени термин „мужелоштво”. У савременој секуларној терминологији, хомосексуално понашање се означва термином „мушкарци који практикују секс са мушкарцима” (аналогно женама). Катехизис Католичке цркве на руском језику користи термин „хомосексуализам” не у ширем смислу хомосексуалне праксе, као што то чини Православна енциклопедија, већ у значењу које је забиљежено у рјечницима: као „односи између мушкараца или жена које доживљавају сексуалну привлачност, искључиво или превладавајућу, према особама истог пола” (не користи термина као што су „перверзија” или „изопаченост”).
У литератури земаља западног свијета термин хомосексуализам (енгл. homosexualism, њем. Homosexualismus итд.) ријетко се користи, умјесто њега се чешће користи термин хомосексуалност (енгл. homosexuality, њем. Homosexualität итд.). У хришћанској литератури на енглеском језику термин хомосексуалност се може користити и за означавање хомосексуалног понашања и за означавање сексуалне оријентације особе. Истовремено, савремени аутори на енглеском језику истичу да библијски текстови не говоре о сексуалној оријентацији, него о хомосексуалном понашању. Хомосексуалност као „опредјељење” се посматра као савремени концепт.
Проректор Кијевске духовне академије доцент Владимир Бурега у чланку, заснованом на извјештају Међународне конференције „Хришћанство и савремена концепција човјека” у Кракову, примјећује да пошто суфикса -изам у словенским језицима садржи негативну конотацију, „жеља да се говори о хомосексуалној привлачности и понашању као нормалној појави” доводи до одбијања да се користи термин „хомосексуализам” и умјесто њега употребљава ријеч „хомосексуалност”, са истим смисаоним садржајем. Према Буреги, сама терминологија која се постала широко распрострањена у Европи и Америци, „садржи одређени изазов за хришћанску антропологију.” Бурега наглашава да библијски текстови „говоре искључиво о хомосексуалном понашању. Сви покушаји да се у Библији пронађу идеје о хомосексуалној оријентацији морају се сматрати узалудним.”

## Историјски аспекти

### Рано хришћанство
Рано хришћанска представа о сексуалности, с почетком од апостолског времена, образоване су на основу ортодоксних јудејских прописа и одликовао су их антагонистички однос према хомосексуалном полном акту, сматрајући га, заједно са хетеросексуалном прељубом, гријехом.
Јудејска литература из периода Другог храма једногласно се противи пракси хомосексуалних односа. Исти ставови су изражени у књигама јеврејских аутора, нпр. Јосифа Флавија и Филона Александријског.
Образовање хришћанског вјероучења одбијало се у окружењу снажног утицаја јудаизма, и у то вријеме хришћанство се доживљавало као једна грана (секта) јудаизма. Моралност и ритуалне норме јудаизма биле су регулисане Мојсијевим законом. Хришћанство и јудаизам имају заједничке основне изворе (Стари завјет, познат и као Танах), и имају много тога заједничког у погледу идеја о моралности и сексуалним нормама, укључујући ставове према хомосексуалном понашању. Континуитет моралних норми Старог завјета у хришћанству је повезан са прихватањем моралних заповјести Старог завјета у њиховом хришћанском поимању (у контексту учења Исуса Христа и апостола). Ова прејемственост се може пратити када се упореде дјела историчара и богослова првих вијекова наше ере и, нарочито, дјела Црквених отаца.

### Нови завјет и апостолско хришћанство
Моралне норме хришћанства у области сексуалних односа засноване су на текстовима Старог и Новог завјета. Бесједа на гори се посматра као сконцентрисани поглед на морал, повезујући заповјести и учења Новог завјета са заповјестима Старог завјета.
У Бесједи на гори, Исус је користио класичне вриједности јудаизма, постављајући, са становништва хришћанских богослова, чак и строжије моралне норме од захтјева старозавјетног јудаизма и јудаизма из Исусовог времена. Прихватајући моралне сексуалне норме старозавјетног јудаизма као детаљнији приказ принципа сексуалног морала Декалога (заповјест „не чини прељубе”), хришћанство ставља главни акценат на захтјеве првенствено унутрашње моралне чистоте (мисли и жеље човјека).

### Црквени оци
Поред библијских текстова, у православљу и католицизму, као значајан аргумент, наводе се и изјаве Црквених отаца, светаца и (код католика) Црквени учитељи, чија се вјера односи на област Светог предања. У протестантизму, ова ранохришћанска литература се сматра историјским доказом о ставовима хришћана тог времена.
Према Православној енциклопедији, Црквени оци су међу најсрамнијим и најтежим гријесима сматрали хомосексуалне акте и сродне гријехе (као што је злостављање дјеце). Јован Златоусти, коментаришући ријечи апостол Павле у својој Посланици Римљанима о полним изопачењима незнабожаца, писао је „… све су страсти нечасне, али је луда љубав према људима посебно непоштена, јер душа пати и понижава се у овим гријесима више него тијело у болестима… Незнабошци нису имали толико сатанско учење, него и ђаволски живот.” По логици Златоустог, ђаво је уништио међусобну склоност једног према другом мушког и женског пола, предодређених да у браку постану „једно тијело”. Као резултат тога, сваки пол је почео „да се непријатељи и сам са собом и један против другог… жене су почеле да вријеђају не само мушкарце, него и жене, а мушкарци су се побунили једни против других и против женског пола… Побунили су се против саме природе.” Развијајући ову идеју у истом коментару на Посланицу Римљанима, Златоусти тврди да се хомосексуалци понашају горе од блудница, јер је „мијешање са блудницама, иако безаконито, природно, а хомосексуалност је и противзаконито и противприродно.” Хомосексуалци су, према Златоустом, гори од убица: „убица одваја душу од тела, а овај погубљује душу заједно са телом. Ма који гријех да узмеш, ниједан неће бити раван овом безакоњу.”
Многи Оци, Црквени учитељи и свеци говорили су о хомосексуалним актима на крајње оштар осуђујући начин. Василије Велики, Григорије Ниски, Августин Хипонски, Јован Постник и многи други осудили су хомосексуалне акте. Црквени канони прописују да хомосексуалце треба искључити из причешћа на исти начин као и прељубнике. Према правилима Василија Великог: „Ономе који је показао гнијев на мушком пољу, нека вријеме за покајање буде распоређено према времену онога који је учинио безаконо дјело прељубе.” Период изопштења од причешћа у овим правилима је одређен на 15 година. Према Григорију Ниском, хомосексуалство је прељуба „против природе” и због тога починилац треба бити изопштен на 18 година. Правила Јована Постника дозвољавају ублажавање покајања на 3 године, под условом да се грешник покаје, али хомосексуалци не би требало да буду дио црквеног клира.

### Епоха Васељенских сабора
На основу категоричке осуде хомосексуалних односа од стране цркве, у хришћанским државама су донијети закони који кажњавају те односе. Хришћански цареви Констанције II и Констанс I су 342. прогласили смртну казну за мушкарце који ступају у истополне односе. Хришћански цареви Валентинијан II, Теодосије I и Грацијан осудили су 390. мушкарце који „играју улогу жене”, осуђујући кривце за то на јавно спаљивање. Хришћански цар Јустинијан I оптужио је оне који су починили хомосексуалне акте, да је њихово понашање узрок појава као што су глад, земљотреси и пошаст од болести. Указујући на библијску причу о уништењу градова Содома и Гомора, он наређује да се хомосексуални акти кажњавају смрћу (закони из 538. и 544.). Познато је да су Јустинијановим указом хомосексуалци кастрирани и спровођени градом да их сви виде.
Истраживачи виде везу између логике Јустинијанових закона и каснијих закона, који често прописују смртну казну за хомосексуалне акте у хришћанским градовима. Наредна вишевјековна историја пуна осуда хомосексуалних односа, како од инквизиције, тако и државним „законима против содомије”, иако је број осуђених на казну за хомосексуалне односе био незнатан у поређењу са бројем кажњених због оптужби за јерес и враџбине.

### Средњи вијек
Од 6. до 14. вијека, богослови су често сматрали содомију или најтежим сексуалним гријехом, или једним од најгорих гријехова ове врсте. У документима раног средњег вијека појам содомије најчешће није прецизиран, али се према неким ауторима у 14. вијеку појам содомије користио углавном за означавање хомосексуалних аката. Тако је Алберт Велики јасно разликовао содомију од мастурбације, прељубе (нарушавање супружникове вијерности), ванбрачне везе и изопачености, тврдио је да содомија пркоси „љепоти, разуму и природи” и инсистирао на томе да је содомија најгори гријех.
Учитељ и светац Католичке цркве, Тома Аквински у Summa Theologica тврдио је да су хомосексуални акти супротни природном закону (онај морални закон, који је, према Томи, Бог дао свим људима, без обзира на њихову вјеру и религију). Идеје Томе Аквинског учврстиле су се у савременом званичном учењу Католичке цркве. Вијековима је традиционално морално богословље описивало посебну изопаченост истополних сексуалних односа, често помињући хомосексуалне акте у истом реду са инцестом и бестијалношћу.
У средњем вијеку, црква је учила да гријех содомије може донијети гнијев Господа на земљу или град, као што су Содома и Гомора кажњене за своје гријехе. Бродолом у којем је 1120. погинуо Вилијам, син и насљедник енглеског краља Хенрија I, историчар Хенри Хантингдонски видио је као посљедицу гријеха содомије, за који су криви скоро сви на броду.
Током крсташких похода, хомосексуализам као појава у Европи се често поистовјећивала са исламом, с обзиром на продају дјечака из европских земаља у хареме муслиманских владара. Такође, катарски јеретици су били оптужени за хомосексуализам, а те оптужбе су биле повезане са чињеницом да су њихови bonhommes („савршени”) путовали у паровима (као мушкарци) током својих проповједачких мисија.
У касном средњем вијеку борба цркве против содомије постаје организованија, посебно у 12—13. вијеку, након успостављања инквизиције и пооштравања закона против хомосексуалних односа. До краја 13. вијека, оптужбе за хомосексуалне радње постале су уобичајене у истрагама инквизиције. На Наблуском сабору 1120. у Краљевини Јерусалим донијети су закони против содомије, која се кажњавала спаљивањем или протјеривањем из краљевине. Пад крсташке краљевине 1291. објашњен је, између осталог, ширењем содомије у Темпларском реду. Оптужбе за хомосексуализам биле су међу главним на суђењу Темпларима у Француској почетком 14. вијека. Трећи латерански сабор 1179. био је први католички васељенски црквени сабор, којим је утврђена прецизна казна за содомију. Монаси су кажњавани искључењем из реда или затварањем у манастир.

### Нова и новија историја
Хомосексуални акти су декриминализовани у претежно хришћанским земљама у другој половини 20. вијека. У Сједињеним Државама су такви закони у великом броју савезних држава укинути тек 2003, када их је Врховни суд прогласио неуставним.

#### Промјене у друштву
Савремени погледи на хомосексуално понашање у западном друштву значајно се разликују од оних који су преовладавали до друге половине 20. вијека. Раније је било уобичајено да се о хомосексуалном понашању говори готово искључиво као о изопачености, а у хришћанским црквама као о гријеху и нарушавању установљеног Божијег поретка. С правне тачке гледишта, хомосексуализам је виђена као злочин (против јавног морала), или као болест. Ипак, у 20. вијеку на Западу је дошло до корјенитих промјена у ставовима, о хомосексуалним актима се престало говорити као о перверзији. Свјетска здравствена организација скинула је хомосексуалност са списка психичких поремећаја. У западним и низу других земаља свијета постоји процес прихватања хомосексуалне оријентације као норме у друштвеној, правној и медицинској сфери. Психолози су почели да проучавају природи хомосексуалности и многи од њих долазе до закључка да се сексуална оријентације одрасле особе не може намјерно мијењати.

#### Погледи на хомосексуалну привлачност и понашање
Недавне промјене у погледима на друштво стављају у хришћанске цркве пред потребу да формулишу и афирмишу свој став према хомосексуалном понашању и хомосексуалној оријентацији у новим историјским условима. У дискусији о томе хомосексуалности, савремене цркве су почеле да користе термине „хомосексуална привлачност”, „склоност”, „тенденција” и „хомосексуална оријентација”, који се разликују од хомосексуалног понашања и нису означени као гријех.
Православна енциклопедија потврђује грешност „сваког хомосексуалног акта” и пише о хомосексуалним жељама: „Хомосексуалност, без обзира на изворе поријекла о којима се дискутује у науци — биолошки, друштвени, културни или њиховој комбинацији — сматра се у православном богословљу као посљедица грешке покварености човјечије природе.”
Католичка црква означава „хомосексуалне радње” или „хомосексуалне акте” као гријех и истовремено назива хомосексуалне склоности „дубоко укоријењеним”, њихово поријекло „у великом степену необјашњивим” и позива људе са овом склоношћу ка чедности (уздржавање од сексуалне активности изван хетеросексуалног брака). Неки представници православља сматрају да је хомосексуална привлачност урођена. Тако је протојереј Всеволод Чаплин изјавио: „Постоје људи који имају упорну привлачност према особама свог пола, а за неке од њих то се дешава не толико њиховом кривицом, већ зато што заправо имају извјесну урођену искривљеност душевног и физичког стања.”
Пентекосталска Скупштине Бога су 1979. одбацили поруку заштитника хомосексуалаца, који су тврдили да је хомосексуалног предодређена генетски и да људи немају избора. Контроверзно, пентекосталци су тврдили да постоји могућност лијечења хомосексуалности и промјене начина живота уз божју помоћ. У изјави о ставу из 2014, Скупштине Бога је примјетила да се термин хомосексуалност користи да опише и сексуалну оријентацију и понашање. Схватајући хомосексуалну оријентацију као привлачност према особама истог пола, ова црква наводи: „Хомосексуална оријентација може створити искушења за пожудно размишљање и понашање, слична хетеросексуалним искушењима, која нису нужно остварена и којима се може одупријети и савладати их сила Светог Духа. Само хомосексуална пожуда (страсна жеља) и хомосексуално понашање су у овој студији схваћено као грешни.”
Предсједавајући Цркве Исуса Христа светаца посљедњих дана Гордон Хинкли, одговарајући на питање о хомосексуалност, рекао је: „ми волимо” оне „који себе називају гејевима и лезбијкама.” „Можда имају одређене тенденције које су јаке и које је тешко контролисати. …Ако се не понашају у складу са овим склоностима, онда могу да иду напријед као и сви остали чланови Цркве.”
У неким протестантским конфесијама посљедњих деценија дошло је до преиспитивања традиционалних погледа на хомосексуално понашање. На основу идеје да је сексуална оријентација дар коју човјек не може промијенити, и на основу концепта да свако има право на сексуални живот у складу са својом сексуалном оријентацијом, почело је не само секуларно друштво, него и један број протестантских цркава да сматра хомосексуалне односе нормалним. Многе хришћанске заједнице на Западу, прихватајући ову линију размишљања, почеле су да благослове истополне заједнице. С тим у вези, Руска православна црква је саопштила да се „одлучно противи покушајима да се грешна тенденција прикаже као ’норма’” и „осуђује сваку пропаганду хомосексуализма.”

#### Богодуховност и методе читања Библије
Црквена традиција гледа на библијске књиге као на богодуховност, али богословско разумјевање овога повезано је са бројним питањима, као што су разумјевање природе интеракције између Бога и човјека у стварању библијског текста, непогрешивости или граница непогрешивости текста и низ других. Према Православној енциклопедији, терорије богодуховности могу се подијелити на двије врсте. Први тип је заснован на категоричком захтјеву усаглашености са безусловним божанским ауторитетом Библије, други омогућава шире и слободније приступе. У првом случају, људско учешће је минимизирано, духовност одозго се упоређује са диктатом, а богодуховност се протеже не само на значење, већ и на слово библијског текста. Слична идеја се десила и у светоочевској традицији, иако то није било све. Протестантски реформатори су наставили овај приступ. За њих је то служило као гаранција непогрешивости Библије. Католицизам је у то вријечио учио аналогно. Реинтерпретација концепта богодуховности почела је у 17. вијеку. Критичко размишљање допринијело је стварању теорија које су имале за циљ помирење са новим научним подацима.
Према мишљењу аутора Православне енциклопедије, сада је немогуће остати у оквирима прве врсте теорије због општепризнатих достигнућа библијских дисциплина, а други тип оставља непознатим по којим критеријумима треба разликовати богодуховни текст. Католицизам је тврдио да је Библија непогрешива у питањима спасења, а Бог је њен аутор заједно са људима. У протестантизму су богословске промјене довеле до појаве фундаментализма, који је наставио да инсистира на непогрешивости библијског писма, ревидирајући основне одредбе фундаменталних наука. Православље је остало по страни од трагања за западним богословљем, иако су богослови Париске школе предлагали принцип синергије божанственог и човјечијег начела и одбацили „механичко-буквално поимање богодуховности светих књига — насљеђе јудејског и конзервативног протестантског богословља.”
Православни став о питањима сексуалне етике у великој мјери се поклапао са ставом католицизма и конзервативног протестантизма, који се разликовао у систему аргументације. Према Православној енциклопедији, православље не сматра конзервативна тумачења библијских текстова панацејом, јер вјерује да су ван контекста Предања могуће различита „читања” или „херменеутичке смјернице”. Положај Православне цркве „укоријењен је у њеном благодатном, тајанственом искуству црквеног живота, као у искуству Царства Божијег, живота у Христу, као у искуству борбе против грешних страсти, преображаја у ново стварање, оствареног дејством Светог Духа.”
Разлике у позицијама савремених цркава имају везе са разликама у приступима читању Библије. Ово се, између осталог, тиче питања хомосексуалног понашања. Амерички академски истраживачи примјећују да постоје цркве које су подложније вербалистичком (буквалном) приступу, и оне које користе историјско-критички метод. У вербалистичком приступу, одломак библијског текста схвата се тачно онако како звучи: без преиспитивања историјског контекста у коме је написан, оригиналног језика или публике којој је упућен. Историјско-критички приступ користи методе за тумачење које узимају у обзир историјски развој сваке књиге Библије, постављајући питања о усменој традицији, ауторству, публици, историји, језицима, књижевном жанру, преводу и преношењу текстова. По мишљењу академских истраживача, вербалистички приступ је доступан широј јавности, док историјско-критички метод захтјева посебне квалификације и много је мање доступан.